# 유양잡조
《유양잡조》(酉陽雜俎)는 중국 당(唐)나라 시절의 단성식(段成式)이라는 사람이 신기하고 괴이한 경전에도 내려오지 않는 이야기를 모아 엮은 책으로 알려져 있다. 총 30편 20권으로 되어 있다.
원래 책명은 양(梁) 원제(元帝)가 지은 부(賦)의 《방유양지일전(訪酉陽之逸典)》에서 따온 것으로, 인용한 책 가운데에는 이미 그 원전이 없어진 것들도 있어 문헌적 가치가 높다. 이외에도 단성식은 《유양잡조속집》(酉陽雜俎續集)도 편집하였다.

## 구성
원래 호남(湖南) 소유산(小酉山) 아래에 있는 석혈(石穴)에 1천권의 책이 수장되었다는 말에서 시작하여 대유산(大酉山)과 더불어 이유(二酉)라고 하며, 그 뒤로 '이유(二酉)'를 장서의 뜻으로 사용한다. 30편으로 분류된 이 책의 내용을 보면 다음과 같다.
충지(忠志) · 예이(禮異) · 천지(天咫) · 옥격(玉格) · 호사(壺史) · 패편(貝編) · 경이(境異) · 희조(喜兆) · 화조(禍兆) · 물혁(物革) · 궤습(詭習) · 괴술(怪術) · 예절(禮絶) · 기기(器奇) · 악(樂) · 주식(酒食) · 의(醫) · 경(黥) · 뇌(雷) · 몽(夢) · 사감(事感) · 도협(盜俠) · 물이(物異) · 광지(廣知) · 어자(語資) · 명적(冥跡) · 시알 · 낙고기(諾皋記)(上 · 下) · 광동식(廣動式)(1 · 2 · 3 · 4) · 육확부(肉攫部) 등이다.
또한 《유양잡조속집》 10권은 6편으로 분류되었는데, 그 내용은 다음과 같다. 지락고(上 · 中 · 下) · 폄오(貶誤) · 사탑기(寺塔記)(上 · 下) · 금강경구이(金剛經鳩異) · 지식(支植) · 지동(支動)(上 · 下) 등이 전해진다.

## 문헌상의 기록
《유양잡조》나 《유양잡조속집》에는 ≪흥부전 興夫傳≫의 근원설화(根源說話)라고 일컬어지는 신라의 ‘방이설화’가 수록되어 있어서 일찍부터 국문학 연구자들에 의해 관심의 대상이 되어 오기도 하였다.

## 전해오는 이야기
9세기 당나라의 《유양잡조》에는 신데렐라형 이야기가 전해오는데 기록상 가장 오래된 문헌이다. 한반도 곳곳에서도 신데렐라와 꼭 닮은 ‘콩쥐팥쥐’ 설화가 약간씩 변이된 형태로 채록되는데, 조선 후기 고전소설 <콩쥐팥쥐>로도 형상화됐다. 신데렐라의 원조를 두고 최근 《유양잡조》의 이야기가 서양에 전해졌다는 주장도 나왔지만, 확인할 수는 없다.
참고로 신데렐라는 17세기 프랑스 작가 샤를 페로가 쓴 민담집 <옛날 이야기>의 한 편인 <상드리용>이 영역본에서 <신데렐라>로 옮겨지면서 그 이름이 유명해졌는데, 《유양잡조》를 보면 신데렐라의 이야기는 동 · 서양이 공존하는 민담인 것을 알 수 있다.

## 같이 보기
- 신데렐라
- 콩쥐팥쥐
- 흥부전
- 방이설화